# Silberleitkleber
Silberleitkleber sind Leitkleber mit Silberpartikeln und werden zur Herstellung elektrischer Verbindungen verwendet. Es handelt sich dabei um Klebstoffe auf Epoxidharzbasis (ca. 70–80 %) mit einem zusätzlichen Silberanteil, die in einem Temperaturbereich zwischen Raumtemperatur und 350 °C ausgehärtet werden. Die elektrische Leitfähigkeit und hohe thermische Leitfähigkeit beruht darauf, dass sich durch die statistische Verteilung der Silberteilchen in der organischen Matrix leitfähige Pfade ausbilden. Die Verbindung zwischen den Fügepartnern wird durch die Adhäsion des Epoxidklebers hergestellt.

## Verwendung
Silberleitkleben wird überall dort eingesetzt, wo die Nachteile des Weichlötens applikationskritisch sind. Im Vergleich zum Weichlöten kommt es in Silberleitklebern zu keinen Migrationserscheinungen (Ausbildung von Rissen/Fehlstellen durch Diffusion). Die Probleme bei dieser Verbindungstechnik kommen eher aus der „normalen“ Klebetechnik. Oberflächenverunreinigungen, Korrosion und Fehlanpassung des Wärmeausdehnungskoeffizienten der verwendeten Materialien (engl. coefficient of thermal expansion (CTE) mismatch) können zu Delaminationen führen.